# Tilghman Island
Tilghman Island is een plaats (census-designated place) in de Amerikaanse staat Maryland, en valt bestuurlijk gezien onder Talbot County.

## Demografie
Bij de volkstelling in 2000 werd het aantal inwoners vastgesteld op 854.

## Geografie
Volgens het United States Census Bureau beslaat de plaats een oppervlakte van
7,4 km², waarvan 7,0 km² land en 0,4 km² water.

## Plaatsen in de nabije omgeving
De onderstaande figuur toont nabijgelegen plaatsen in een straal van 20 km rond Tilghman Island.